# Associazione Calcio Meda 1913 2003-2004
Questa voce raccoglie le informazioni riguardanti  l'Associazione Calcio Meda 1913 nelle competizioni ufficiali della stagione 2003-2004.

## Rosa
| N. |                   | Ruolo | Calciatore          |
| -- | ----------------- | ----- | ------------------- |
|    | Italia (bandiera) | C     | Alessandro Amato    |
|    | Italia (bandiera) | P     | Thomas Berretta     |
|    | Italia (bandiera) | D     | Alessandro Cibocchi |
|    | Italia (bandiera) | C     | Stefano Cognata     |
|    | Italia (bandiera) | A     | Alessandro Comi     |
|    | Italia (bandiera) | A     | Claudio Coralli     |
|    | Italia (bandiera) | D     | Lorenzo Cresta      |
|    | Italia (bandiera) | C     | Daniele Galimberti  |
|    | Italia (bandiera) | A     | Marco Garavelli     |
|    | Italia (bandiera) | C     | Manuel Iori         |
|    | Italia (bandiera) | P     | Endrik Marfia       |

| N. |                   | Ruolo | Calciatore         |
| -- | ----------------- | ----- | ------------------ |
|    | Italia (bandiera) | D     | Matteo Mariani     |
|    | Italia (bandiera) | A     | Alberto Minnucci   |
|    | Italia (bandiera) | A     | Aniello Nino       |
|    | Italia (bandiera) | D     | Ivan Pelati        |
|    | Italia (bandiera) | D     | Stefano Presotto   |
|    | Italia (bandiera) | D     | Andrea Quaresimini |
|    | Italia (bandiera) | P     | Andrea Quintale    |
|    | Italia (bandiera) | D     | Raffaele Radice    |
|    | Italia (bandiera) | D     | Mirko Rondinelli   |
|    | Italia (bandiera) | C     | Cristiano Scapolo  |